# BLOODY TUNE
『BLOODY TUNE』（ブラッディー・チューン）は、榊原ゆいの6枚目のオリジナルアルバム。2010年8月25日にLOVE×TRAXから発売された。
収録されている15曲は全てシングル未収録で、内訳としてタイアップ12曲・初収録3曲の全15曲が収録されている。初回限定版には「BLOODY TUNE」のPVとメイキング収めたDVDが同梱されている。PVのロケ地には、群馬県吾妻郡高山村にある大理石村ロックハート城が使用されている。

## 収録曲
CD
1. BLOODY TUNE [5:18]
  - 作詞・作曲：榊原ゆい／編曲：大島こうすけ

2.  Gregorio（L×T mix）  [5:08]
  - 作詞：榊原ゆい／作曲：与猶啓至／編曲：若井望
  - PCゲーム『Dies irae -Also sprach Zarathustra-』オープニングテーマ

3. 幻想の城 [4:25]
  - 作詞：kala（Angel Note）／作曲・編曲：井ノ原智（Angel Note）
  - PCゲーム『暁の護衛〜罪深き終末論〜』オープニングテーマ

4. リフレイン [5:17]
  - 作詞：kala（Angel Note）／作曲：Famishin／編曲：伊福部武史
  - PCゲーム『夏空カナタ』エンディングテーマ

5. Miss.Brand-new day [4:46]
  - 作詞：RUCCA／作曲・編曲：菊田大介（Elements Garden）
  - PCゲーム『絶対★魔王〜ボクの胸キュン学園サーガ〜』オープニングテーマ

6. FairChild [4:49]
  - 作詞：宮蔵／作曲・編曲：Manack
  - PCゲーム『FairChild』オープニングテーマ

7. アイドルレボリューション [4:16]
  - 作詞：岡崎綾瀬／作曲・編曲：景家淳
  - PCゲーム『あいれぼ 〜IDOL☆REVOLUTION〜』オープニングテーマ

8. My Dear HERO [3:33]
  - 作詞：中山マミ（Angel Note）／作曲・編曲：椎名俊介（Angel Note）
  - PCゲーム『RGH〜恋とヒーローと学園と〜』オープニングテーマ

9. ＝スキ [3:35]
  - 作詞：おだちえり／作曲・編曲：虹音
  - PCゲーム『すうぃと!』オープニングテーマ

10. Love☆Jet! [3:51]
  - 作詞・作曲：榊原ゆい／編曲：細谷MACARONI☆博雄
  - Webラジオ『LOVE×れでぃお』テーマソング

11. summer day [4:44]
  - 作詞・作曲：榊原ゆい／編曲：南利一

12. STAR LEGEND [4:52]
  - 作詞：Bee'／作曲：上松範康（Elements Garden）／編曲：中山真斗（Elements Garden）
  - PCゲーム『77 〜And, two stars meet again〜』オープニングテーマ

13. 月天子 [6:01]
  - 作詞・作曲：高橋菜々／編曲：高橋菜々&SOUND HOLIC
  - OVA『星の記憶』エンディングテーマ

14. ONENESS! [4:28]
  - 作詞・作曲：榊原ゆい／編曲：DJ SHIMAMURA

15. HONEY 〜dance remix〜 [6:48]
  - 作曲：榊原ゆい／編曲：大島こうすけ
  - 「Happy☆LOVE×ライブ2009」オリジナルリミックス

DVD（初回限定盤のみ）
1. BLOODY TUNE（Music Clip -Dot CG Ver.-）
2. BLOODY TUNE（Music Clip メイキング）

## ラジオCD
2011年2月25日にポニーキャニオンより発売。2010年8月- 10月までファミ通.comにて配信されていた、上記アルバムと連動したラジオ番組『BLOODY TUNE RADIO!』のラジオCD。本編全7回と未放送分に加え、新曲「終わらない夜に」が収録されている。

### 収録内容
1. オープニング [9:26]
2. 終わらない夜に [4:10]
  - 作詞：濱田智之／作曲・編曲：南利一
  - OVA『ナナとカオル』主題歌
3. BLOODY TUNE REPORT! [14:40]
4. BLOODY TUNE REMEMBER! [35:32]
5. エンディング [4:06]